# Cordylomera heimi
Cordylomera heimi là một loài bọ cánh cứng trong họ Cerambycidae.